# Szabolcs Zoltán
Szabolcs Zoltán (Budapest, 1951. október 23. –) magyar orvos, egyetemi tanár, az orvostudomány kandidátusa (PhD), a hazai felnőtt szívátültetési program vezetője. Nevéhez köthető az első sikeres végleges mesterséges szív beültetése Magyarországon. Nemzetközi szívsebészkongresszusok szervezője.

## Életpályája
A József Attila Gimnázium (Budapest) növendékeként 1970-ben érettségizett, jeles eredménnyel. A SOTE Általános Orvosi Karán 1977-ben végzett, Summa cum laude minősítéssel. Szakvizsgáit 1981-ben általános sebészetből, 1984-ben érsebészetből, 1986-ban pedig szívsebészetből tette le.
Habilitációs kérelmét 2009 márciusában nyújtotta be a Semmelweis Egyetemre A Marfan-szindróma szívsebészete témában. Kandidátusi disszertációjának címe: Kapcsolódási pontok az arterioscleroticus eredetű szív- és érrendszeri megbetegedések sebészi kezelésében (1993). Másoddiplomáját 1998-ban az Egészségügyi Menedzser Karon (1996–1998) A hemodynamikai és szívsebészeti kapacitás javításának alternatív lehetőségei Magyarországon című szakdolgozata megvédésével szerezte meg.

## Idegennyelv-ismerete
Angol és német nyelven is tud kommunikálni.

### Külföldi tanulmányútjai
- 1986–88: Angliában, a Leeds General Infirmary Szívsebészeti osztályon
- 1993: Amerikában, a St. Joseph's Heart Institute, Tampa, Florida, háromhetes tanfolyamon, „Medical Business, Clinical and Patient Resources Preceptorship” címmel
- 2006. november: Egyhetes VAD beültetési training, ezúttal a Hamburgi Egyetemen
- 2007. március: Ismét egyhetes VAD beültetési tréning uo.

## Szakmai társasági tagságai
- A Magyar Szívsebészeti Társaság ötletgazdája és létrehozója (1994). A Társaság titkára 1997–2003 között, majd elnöke 2006-ig
- A 2002-ben alapított Magyar Marfan Alapítvány elnöke
- A Dunamenti Szívsebészeti Fórum (DFCS) ötletadója és létrehozója; a Fórum magyar nemzeti delegáltja, majd elnöke 1996-ban és 2006-ban
- Magyar Kardiológusok Társasága elnökségi tagja 2003–2006; az MKT Tanácsadó Testületének tagja 2006-tól
- Magyar Angiológiai Társaság
- International Society of Cardiovascular Surgery
- Magyar Sebész Társaság
- Magyar Transzplantációs Társaság
- 1990-től a European Club of "Young" Cardiac Surgeons (ECYCS) magyar tagja

### Szakmai Kollégiumi tagságai
- 2003–2008: a Kardiológiai Szakmai Kollégium Szívsebészeti Szakcsoportjának tagja
- 2009. március 25-től az újjáalakult Kardiológiai Szakmai Kollégium tagja, a Szívsebészeti Szakcsoport vezetője
- A 2011-ben megalakult Szakmai Kollégium háromfős szívsebészeti szakcsoportjának kinevezett tagja, valamint a SZK transzplantációs szakcsoportja tanácsadó testületének tagja

## Beosztásai
- 1970–71: Műtőssegéd a SOTE I. számú Sebészeti Klinikáján
- 1977–82: Győr, Megyei Kórház Általános Sebészeti Osztálya, orvos
- 1982. február–2009. február: Semmelweis Egyetem Kardiológiai Központ, szívsebész szakorvos – SE, Szívsebészeti Klinika,
- 2009. február 15-ig: egyetemi docens, igazgatóhelyettes (2003-tól); a szívsebészet osztályvezetője (2003-tól), a klinika oktatási felelőse
- 2009. február 15-től egyetemi docens, oktatási felelős
- 2011. november 10.: A Semmelweis Egyetem Szívtranszplantációs Programjának szívsebészeti vezetője
- 2011. december 20.: A Semmelweis Egyetem Városmajori Klinikai Tömb Szívsebészeti profilvezetője

## Szívsebészeti tevékenysége
A felnőtt páciensek szívsebészeti műtéteinek összessége, de különösen az aorta ascendens és a szív sebészete, a Marfan-szindróma cardiovascularis szövődményeinek szívsebészeti ellátása és a felnőtt szívátültetési program vezetése. 2006-ban a Nemzeti Szívtranszplantációs Várólista Bizottság elnökévé választották. A Marfan-kórban szenvedő betegek szívsebészeti ellátásának országos központjává fejlesztette 2002-től az SE Ér- és Szívsebészeti Klinikáját. Kialakította az „idegen vér nélküli” szívműtétek (pl. a Jehova tanúinak tilos idegen vért kapniuk) regionális központját.

## Tudományos és kutatási programja
- 2008. október 6-án elnyerte az ETT TUKEB engedélyét „Az Európai Unióban és szerte a Világban széles körben alkalmazott, mechanikus keringéstámogatást biztosító eszközök (VAD) magyarországi adaptációjára”

## Nevéhez fűződő, Magyarországon elsőként alkalmazott szívsebészeti eljárások
- 1988. július 1.: Szimultán végzett carotis – coronaria műtét. 2008-ig több mint 300 ilyen műtétet végeztek az intézményben.
- 1993. május 5.: Sikeres teljes aortaívcsere
- 2003. március 27.: Axillo-atrialis bypass alkalmazása „A” akut aorta dissectiók műtéteinél. Az eljárásnak köszönhetően a műtéti halálozást 35%-ról 19%-ra lehetett csökkenteni.
- 2008. február 15.: Műszív beültetése (Medos BIVAD)

## Publikációi
- Idegen nyelvű folyóiratban: 20
- Hazai folyóiratban idegen nyelven: 2
- Magyar nyelvű folyóiratban: 42
- Független idézettsége: 57
- Hazai és külföldi kongresszusokon és szimpóziumokon előadásai: 121

## Könyve
- Barankay András–Darvas Katalin–Szabolcs Zoltán: Szív- és Érbetegségek Perioperatív ellátása. Semmelweis Kiadó, Budapest, 2009

## Hazai oktatási tevékenysége
- 1982 óta folyamatosan részt vesz a gyakorlati oktatásban (érsebészet, szívsebészet, sebészeti propedeutika tárgyakban) magyar és angol nyelven
- 2006–2008: 18 tantermi előadás, magyar és angol nyelven
- 2008 októberében a Marosvásárhelyi Orvosi és Gyógyszerészeti Egyetem (MOGYE) rektorának felkérésére, magyar és angol nyelvű előadásokat tartott a magyar és a román hallgatók számára.
- A 2008/09 tanévtől kezdődően kezdeményezésére indult el a szívsebészet (kötelezően választható) tantárgy oktatása az SE Általános Orvostudományi Karán. A tantárgyat ő jegyzi.
- 2006 óta a klinika oktatási felelőse.
- 2008 óta a szívsebészeti grémium elnöke.
- 2016 óta öt rezidensnek volt mentora, akik a szívsebészeti szakképzésbe beléptek.

## Külföldi oktatási tevékenysége
- 2008 októberében a MOGYE rektorának felkérésére, magyar és angol nyelvű előadásokat tartott a magyar és a román hallgatók számára.
- 2011 februárjától a MOGYE társprofesszoraként magyar hallgatók szívsebészeti tantermi oktatását végzi 16 tantermi óra terjedelemben.

## Általa rendezett kongresszusok és Szimpóziumok
- 1993: European Club of Young Cardiac Surgeons (ECYCS) éves tudományos ülése, Budapest
- 1994: A Magyar Szívsebészeti Társaság alakuló tudományos ülése, Budapest
- 1995: A Magyar Szívsebészeti Társaság 2. kongresszusa, Budapest
- 1996: A Magyar Szívsebészeti Társaság 3. kongresszusa, Budapest
  - A Duna-menti Szívsebészeti Fórum (Danubian Forum for Cardiac Surgery) alakuló ülése, Budapest
- 1997: A Magyar Szívsebészeti Társaság 4. kongresszusa, Budapest
  - november: A Magyar Szívsebészek Világtalálkozója, Budapest
- 2003: A Magyar Szívsebészeti Társaság 10. kongresszusa, Budapest
- 2006: 1st Symposium of Aortic root reconstruction, Budapest
  - Immunszuppresszió és immunválasz c. tudományos szimpózium, Budapest
- 2007: 10th Danubian Forum for Cardiac Surgery, Visegrád
  - VAD (Westaby) symposium, Budapest
- 2008: 2nd Symposium of Aortic root reconstruction, Budapest
  - Surgical Ablations Techniques in Atrial Fibrillation, Budapest

## Kitüntetései
- 2008: MKT „Pro Societate” emlékérme
  - Duna Televízió: „Magyar Csillagok” kitüntetése az első magyarországi műszív beültetése alkalmából

## Családja
Felesége, dr. Bőcs Katalin radiológus főorvos az Országos Onkológiai Intézetben. Két gyermekük András (1989) jogász és Nóra (1991) állatorvos. Unokájuk Blanka.